# Kineke Alexander
Kineke Alicia Alexander (sinh ngày 21 tháng 2 năm 1986 tại Kingstown, Saint Vincent và Grenadines) là một vận động viên chạy nước rút người Vincent đã thi đấu trong nội dung 400m tại Thế vận hội Mùa hè 2008 và Thế vận hội Mùa hè 2012. Cô là người cầm cờ cho Saint Vincent và Grenadines tại lễ khai mạc năm 2008 và lễ khai mạc năm 2012. Cô cũng là người cầm cờ Saint Vincent và Grenadines tại Đại hội Thể thao Khối thịnh vượng chung 2014.
Tại Thế vận hội Mùa hè 2008, cô đã hoàn thành ở vị trí thứ 4 trong sức nóng 400 m của mình và do đó không tiến xa hơn. Tại Thế vận hội London 2012, Kineke đã tham dự Vòng đầu tiên 400m nữ nhưng cô đã không hoàn thành. Alexander đủ điều kiện tham dự Thế vận hội Mùa hè 2016 và một lần nữa là người mang cờ cho Saint Vincent và Grenadines. Tại Thế vận hội Mùa hè 2016, cô đã hoàn thành thứ 7 trong lượt thi đấu của mình và không đủ điều kiện vào vòng bán kết.

## Thành tích cá nhân tốt nhất
| Nội dung   | Kết quả                    | Địa điểm                               | Ngày                    |
| Ngoài trời | Ngoài trời                 | Ngoài trời                             | Ngoài trời              |
| ---------- | -------------------------- | -------------------------------------- | ----------------------- |
| 100 m      | 11,69 giây (gió: -1,3 m/s) | liên_kết=\|viền Houston, Texas         | 23 tháng 3 năm 2013     |
| 200 m      | 23,00 s (gió: -0,6 m/s)    | liên_kết=\|viền Morelia                | Ngày 7 tháng 7 năm 2013 |
| 400 m      | 51,23 giây                 | liên_kết=\|viền San Marcos, Texas      | 26 tháng 4 năm 2014     |
| Trong nhà  |                            |                                        |                         |
| 60 m       | 7,34 giây                  | liên_kết=\|viền Houston, Texas         | 17 tháng 1 năm 2014     |
| 200 m      | 23,24 giây                 | liên_kết=\|viền Fayetteville, Arkansas | 14 tháng 2 năm 2015     |
| 400 m      | 51,48 giây                 | liên_kết=\|viền Fayetteville, Arkansas | 10 tháng 3 năm 2007     |

## Thành tích
| Năm                                      | Giải đấu                                                  | Địa điểm                                 | Thứ hạng                                 | Nội dung                                 | Chú thích                                |
| Representing Saint Vincent và Grenadines | Representing Saint Vincent và Grenadines                  | Representing Saint Vincent và Grenadines | Representing Saint Vincent và Grenadines | Representing Saint Vincent và Grenadines | Representing Saint Vincent và Grenadines |
| ---------------------------------------- | --------------------------------------------------------- | ---------------------------------------- | ---------------------------------------- | ---------------------------------------- | ---------------------------------------- |
| 2001                                     | CARIFTA Games (U17)                                       | Bridgetown, Barbados                     | 7th                                      | 200m                                     | 25.38 (-4.0 m/s)                         |
| 2001                                     | CARIFTA Games (U17)                                       | Bridgetown, Barbados                     | 8th                                      | 400m                                     | 59.66                                    |
| 2001                                     | World Youth Championships                                 | Debrecen, Hungary                        | 13th (h)1                                | 200m                                     | 25.00 (+0.1 m/s)                         |
| 2001                                     | World Youth Championships                                 | Debrecen, Hungary                        | 24th (h)                                 | 400m                                     | 57.54                                    |
| 2002                                     | CARIFTA Games (U17)                                       | Nassau, Bahamas                          | 5th                                      | 200m                                     | 24.97 (-1.3 m/s)                         |
| 2002                                     | CARIFTA Games (U17)                                       | Nassau, Bahamas                          | 3rd                                      | 400m                                     | 56.23                                    |
| 2002                                     | CARIFTA Games (U17)                                       | Nassau, Bahamas                          | —                                        | Long jump                                | NM                                       |
| 2002                                     | Central American and Caribbean Junior Championships (U17) | Bridgetown, Barbados                     | 5th                                      | 200m                                     | 25.30 (-1.0 m/s)                         |
| 2002                                     | Central American and Caribbean Junior Championships (U17) | Bridgetown, Barbados                     | 2nd                                      | 400m                                     | 55.42                                    |
| 2002                                     | Central American and Caribbean Junior Championships (U20) | Bridgetown, Barbados                     | 7th                                      | 4 × 100 m relay                          | 49.11                                    |
| 2002                                     | Central American and Caribbean Junior Championships (U20) | Bridgetown, Barbados                     | 5th                                      | 4 × 400 m relay                          | 4:02.33                                  |
| 2003                                     | CARIFTA Games (U20)                                       | Port of Spain, Trinidad và Tobago        | 6th                                      | 400m                                     | 54.34                                    |
| 2003                                     | CARIFTA Games (U20)                                       | Port of Spain, Trinidad và Tobago        | 7th                                      | 800m                                     | 2:22.80                                  |
| 2003                                     | World Youth Championships                                 | Sherbrooke, Quebec, Canada               | 36th (h)                                 | 200m                                     | 25.10 (+1.0 m/s)                         |
| 2003                                     | World Youth Championships                                 | Sherbrooke, Quebec, Canada               | 14th (sf)                                | 400m                                     | 57.49                                    |
| 2003                                     | Pan American Junior Championships                         | Bridgetown, Barbados                     | 5th (h)                                  | 200m                                     | 24.70 (+0.4 m/s)                         |
| 2003                                     | Pan American Junior Championships                         | Bridgetown, Barbados                     | 4th (h)                                  | 400m                                     | 56.00                                    |
| 2004                                     | CARIFTA Games (U20)                                       | Port of Spain, Trinidad và Tobago        | 5th (h)                                  | 200m                                     | 24.49 w (+2.3 m/s)                       |
| 2004                                     | CARIFTA Games (U20)                                       | Port of Spain, Trinidad và Tobago        | 2nd                                      | 400m                                     | 53.83                                    |
| 2004                                     | Central American and Caribbean Junior Championships (U20) | Coatzacoalcos, México                    | 8th                                      | 200m                                     | 24.91 w (+2.7 m/s)                       |
| 2004                                     | Central American and Caribbean Junior Championships (U20) | Coatzacoalcos, México                    | 1st                                      | 400m                                     | 53.93                                    |
| 2004                                     | World Junior Championships                                | Grosseto, Italy                          | 15th (sf)                                | 400m                                     | 56.42                                    |
| 2005                                     | Central American and Caribbean Championships              | Nassau, Bahamas                          | 9th (h)                                  | 400 m                                    | 53.43                                    |
| 2005                                     | Pan American Junior Championships                         | Windsor, Ontario, Canada                 | 4th                                      | 400m                                     | 53.28                                    |
| 2005                                     | World Championships                                       | Helsinki, Phần Lan                       | 6th (h)                                  | 400 m                                    | 54.45                                    |
| 2006                                     | Commonwealth Games                                        | Melbourne, Australia                     | 17th (sf)                                | 400m                                     | 53.19                                    |
| 2006                                     | NACAC Under-23 Championships                              | Santo Domingo, Cộng hòa Dominicana       | 4th                                      | 400m                                     | 52.95                                    |
| 2006                                     | Central American and Caribbean Games                      | Cartagena, Colombia                      | 3rd                                      | 400m                                     | 52.04                                    |
| 2007                                     | NACAC Championships                                       | San Salvador, El Salvador                | 3rd                                      | 400m                                     | 53.52                                    |
| 2007                                     | Pan American Games                                        | Rio de Janeiro, Brazil                   | 10th (h)                                 | 400m                                     | 52.37                                    |
| 2007                                     | World Championships                                       | Osaka, Nhật Bản                          | 28th (h)                                 | 400 m                                    | 52.51                                    |
| 2008                                     | Central American and Caribbean Championships              | Cali, Colombia                           | 11th (h)                                 | 400m                                     | 52.68 A                                  |
| 2008                                     | NACAC U-23 Championships                                  | Toluca, México                           | 6th                                      | 400m                                     | 53.22 A                                  |
| 2008                                     | Olympic Games                                             | Bắc Kinh, Trung Quốc                     | 32nd (h)                                 | 400 m                                    | 52.87                                    |
| 2009                                     | World Championships                                       | Berlin, Đức                              | 22nd (sf)                                | 400 m                                    | 53.43                                    |
| 2011                                     | Central American and Caribbean Championships              | Mayagüez, Puerto Rico                    | 16th (h)                                 | 400m                                     | 55.41                                    |
| 2011                                     | Pan American Games                                        | Guadalajara, México                      | 12th (h)                                 | 400m                                     | 53.42 A                                  |
| 2012                                     | World Indoor Championships                                | Istanbul, Turkey                         | 20th (h)                                 | 400 m                                    | 55.88                                    |
| 2012                                     | Olympic Games                                             | London, United Kingdom                   | —                                        | 400 m                                    | DNF                                      |
| 2013                                     | BVI Twilight Invitational                                 | Road Town, British Virgin Islands        | 3                                        | 200m                                     | 23.40 (-0.8 m/s)                         |
| 2013                                     | BVI Twilight Invitational                                 | Road Town, British Virgin Islands        | 3                                        | 400m                                     | 51.67                                    |
| 2013                                     | Central American and Caribbean Championships              | Morelia, México                          | 1st                                      | 200m                                     | 23.00 A (-0.6 m/s)                       |
| 2013                                     | Central American and Caribbean Championships              | Morelia, México                          | 3rd                                      | 400m                                     | 52.81 A                                  |
| 2013                                     | World Championships                                       | Moskva, Nga                              | 33rd (h)                                 | 200 m                                    | 23.42 (+0.1 m/s)                         |
| 2013                                     | World Championships                                       | Moskva, Nga                              | 15th (sf)                                | 400 m                                    | 51.64                                    |
| 2014                                     | World Indoor Championships                                | Sopot, Ba Lan                            | 13th (h)                                 | 400 m                                    | 52.80                                    |
| 2014                                     | Commonwealth Games                                        | Glasgow, United Kingdom                  | 5th (sf)                                 | 200m                                     | 23.58 (-0.2 m/s)                         |
| 2014                                     | Commonwealth Games                                        | Glasgow, United Kingdom                  | 5th                                      | 400m                                     | 52.78                                    |
| 2014                                     | Pan American Sports Festival                              | Ciudad de México, México                 | 4th                                      | 400m                                     | 51.94 A                                  |
| 2014                                     | Central American and Caribbean Games                      | Xalapa, México                           | 6th                                      | 400m                                     | 54.21 A                                  |
| 2015                                     | NACAC Championships                                       | San José, Costa Rica                     | 4th                                      | 400m                                     | 52.51                                    |
| 2015                                     | World Championships                                       | Beijing, China                           | 34th (h)                                 | 200 m                                    | 23.30                                    |
| 2015                                     | World Championships                                       | Beijing, China                           | 31st (h)                                 | 400 m                                    | 52.24                                    |
| 2016                                     | Olympic Games                                             | Rio de Janeiro, Brazil                   | 34th (h)                                 | 400 m                                    | 52.45                                    |
| 2018                                     | World Indoor Championships                                | Birmingham, United Kingdom               | 30th (h)                                 | 400 m                                    | 55.46                                    |
| 2018                                     | Commonwealth Games                                        | Gold Coast, Australia                    | 19th (sf)                                | 400 m                                    | 54.35                                    |
| 2018                                     | Central American and Caribbean Games                      | Barranquilla, Colombia                   | 10th (h)                                 | 400 m                                    | 54.78                                    |
| 2018                                     | NACAC Championships                                       | Toronto, Canada                          | 7th                                      | 400 m                                    | 55.36                                    |

1: Không xuất hiện trong trận bán kết.